# 中国史学会
中国史学会是中华人民共和国中国历史研究者组成的全国性、学术性、非营利性社会团体，前身是1949年7月1日成立的中国新史学研究会。

## 沿革
1951年7月28日，中国史学会正式在北京成立。1954年，中国史学会公布第一届理事会名单，郭沫若担任主席，吴玉章、范文澜担任副主席，同时产生43名理事、7名常委理事。
史学会成立后，即着手编辑《中国近代史资料丛刊》，由徐特立、范文澜、翦伯赞、陈垣、郑振铎、向达、胡绳、吕振羽、华岗、邵循正、白寿彝为总编辑委员。
中国史学会第一届理事会实行主席制，第二届和第三届实行主席团制，从第四届开始实行会长制。